# Conrado I da Boémia
Conrado I da Boémia foi um duque Boémia, governou em 1092. O seu governo foi antecedido pelo de Bratislau II de Boémia e foi sucedido pelo de Bretislau II da Boémia.